# The Winged Idol
The Winged Idol er en amerikansk stumfilm fra 1915 af Scott Sidney.

## Medvirkende
- Katharine Kaelred som Iva Ivanoff.
- House Peters som Jack Leonard.
- Clara Williams som Mildred Leonard.
- Harry Keenan som Mr. Stone.
- Jacob Silbert.